# Mônica Silveira
Mônica Andrade da Silveira (Recife 11 de junho de 1963), é uma jornalista brasileira. Atualmente, é repórter da TV Globo Recife, emissora onde está desde 1986.

## História
Mônica começou estudando jornalismo na Universidade Católica de Pernambuco-UNICAP, em Recife, e se formou na Universidade Hélio Alonso, no Rio de Janeiro, onde viveu por um breve período.
Começou a carreira aos 22 anos, trabalhando no Globo Cidade, em 1985, na Rede Globo Rio de Janeiro-RJ.
Voltou ao Recife, no ano seguinte, onde começou seus trabalhos na Rede Globo Nordeste, onde iria se consagrar uma das mais importantes e influentes jornalistas da sucursal da Rede Globo, em Pernambuco.
Foi âncora do NETV 1ª Edição, entre 1999-2008, onde se consagrou na emissora.
Voltou para as reportagens, em 2008, e ganhou vários prêmios.
Como repórter, Mônica fez várias séries de reportagens para os telejornais da TV Globo Nordeste (sobre o sertão, e a seca), e também, para grandes telejornais da Rede Globo, como: Jornal Hoje, Jornal Nacional, e Fantástico.
Mônica Silveira também apresenta edições dos programas: Globo Comunidade, e Espaço PE (programas que não tem apresentador fixo), além da jornalista participar de coberturas especiais da TV Globo Nordeste, como: Carnaval, São João, Paixão de Cristo de Nova Jerusalém, etc.

## Coberturas marcantes
Em entrevista ao site Memória Globo, Mônica lembrou de algumas coberturas, que marcou sua carreira jornalística:
- junho de 1996: Assassinato de PC Farias
- outubro de 2004: Desabamento do edifício Areia Branca
- agosto de 2005: Morte do ex-governador de Pernambuco, Miguel Arraes
- junho de 2009: Tragédia do avião da Air France
- julho de 2011: queda do avião da Noar
- dezembro de 2013: Morte do cantor Reginaldo Rossi
- agosto de 2014: Morte do ex-governador de Pernambuco, e então candidato à presidência, Eduardo Campos.
- maio de 2016: Cobertura sobre o revezamento da Tocha Olímpica no Recife